# ضایعات جنگ
ضایعات جنگ یا تلفات جنگ (به انگلیسی: Casualties of War) فیلمی در ژانر درام جنگی به کارگردانی برایان دی پالما محصول سال ۱۹۸۹ ایالات متحدهٔ آمریکا است. در این فیلم بازیگرانی مانند مایکل جی فاکس و شان پن نقش‌آفرینی کرده‌اند.
داستان فیلم ضایعات جنگ به صورت فلش بک (از عقب به جلو) خاطرات شخصی به اسم ماکس اریکسون، پیشکسوت جنگ جهانی و در منطقه ویتنام بوده‌است ارائه و ساخته شده‌است.
ستوان ریلی دسته خود را از سربازان آمریکا در یک گشت شبانه هدایت می‌کند. آنها پس از افشای موقعیت سربازان وحشت زده توسط ویت کنگ (VC) مورد حمله قرار می‌گیرند. در حالی که از جناح دسته محافظت می‌کرد، اریکسون در حالی که بالای یک تونل که در زیر او قرار داشت، سقوط می‌کند. گروهبان اریکسون، گروهبان تونی مسرو، اریکسون را از سوراخ بیرون می‌کشد و سرانجام، جوخه‌ها از جنگل عقب می‌کشند.
جوخه‌ها در خارج از یک روستای رودخانه ای در ارتفاعات مرکزی استراحت می‌کنند. هنگام استراحت و شوخی در اطراف، یکی از دوستان Meserve، متخصص ۴ «براونی» براون، هنگامی که ویت کنگ به آنها کمین می‌کند، کشته می‌شود. مرگ براونی تأثیر عمده ای بر مسرو دارد. جوخه‌ها به پایگاه خود بازگردانده می‌شوند. آنتونیو داز کلاس اول خصوصی به عنوان اپراتور رادیویی جایگزین وارد می‌شود.
ناامید به دلیل اینکه از مرخصی تیمش برای مدت طولانی محروم شده‌است، مسرو به گروه دستور می‌دهد یک دختر ویتنامی را بدزدند. اریکسون با شدت مخالفت می‌کند اما Meserve, Cpl. توماس ای کلارک و هربرت هچر درجه دارهایی بودند که اعتراضات اریکسون را نادیده می‌گیرند. قبل از پیاده شدن تیم ۵ نفره، اریکسون در مورد نگرانی‌هایش با نزدیکترین دوستش، روآن(Roan) صحبت می‌کند. در شب، جوخه وارد روستایی می‌شود و یک دختر ویتنامی را می‌دزدند.
در حالی که جوخه از کوه‌ها عبور می‌کند، دااز شروع به تجدیدنظر در مورد تجاوز به عنف می‌کند و از اریکسون می‌خواهد که از او پشتیبانی کند. جوخه و تان سرانجام به یک هویچ متروکه پناه می‌برند، جایی که اریکسون در برابر مسرو، کلارک و هچر قرار می‌گیرد و تهدید می‌شود. دیاز ناگهان تسلیم فشار می‌شود و اریکسون را در مخالفت با عمل تنها می‌گذارد. Meserve اریکسون را وادار می‌کند که در بیرون نگهبانی داشته باشد در حالی که مردان دیگر به نوبت به آن دختر تجاوز می‌کنند.
در هنگام طلوع روز، اریکسون دستور داد از آن دختری که توسط آن‌ها ربوده شده بود محافظت کند در حالی که بقیه گروه در نزدیکی پل راه‌آهن مشرف به یک انبار تأمین کننده رودخانه ویت کنگ موقعیت می‌گیرند. در همین موقعیت اریکسون شروع به صحبت به افراد باقی مانده در کنار خود می‌کند که سر انجام سبب می‌شود نظر آن‌ها را به خود جلب کرده و در نهایت با عث می‌شود آن دختر ربوده شده را به خانه خود بازگرداند. با این حال، Meserve کلارک را می‌فرستد تا اریکسون و آن دختر به اسم دن را قبل از اینکه اریکسون نقشه خود را عملی کند، به پل بروند و جلوی آن‌ها را بگیرند.
مسیرو دستور حمله نزدیک هوایی برای حمله به انبار را داده و سپس به دیاز دستور می‌دهد تا با چاقو دن دختر ربوده شده را بکشد. قبل از اینکه داز بتواند او را بکشد، اریکسون تیر هوایی می‌زند و همین امر سبب شد تا موقعیت آن‌ها شناخته شده و در نهایت زیر آتش سنگین دشمن قرار بگیرند. در میان آتش، تان سعی می‌کند فرار کند. اریکسون تلاش می‌کند تا او را نجات دهد اما توسط Meserve متوقف می‌شود، که اریکسون را با قنداق اسلحه و با ضربه زدن به آن زمین می‌اندازد. اریکسون بی‌اراده تماشا می‌کند که کل تیم چندین بار شلیک می‌کند تا اینکه از روی پل می‌افتد.
پس از نبرد، اریکسون در یک بیمارستان صحرایی در پایگاه از خواب بیدار می‌شود. او سرانجام به روآن برخورد می‌کند و تمام اتفاقات را به او می‌گوید. روان پیشنهاد می‌کند که اریکسون ستوان ریلی و فرمانده گروهان کاپیتان هیل را ببیند. ریلی و هیل هر دو ترجیح می‌دهند موضوع را به خاک بسپارند اما هیل، با خشم عزم اریکسون برای افشا گری این موضوع، تصمیم می‌گیرد تا از شر اریکسون خلاص شود و دستور می‌دهد او را به یک واحد موش (اصطلاح واحدهایی که هیچ‌کس جان سالم به در نمی‌برد) تونلی منتقل کنند. .
اریکسون پس از فرار از تلاش برای کشتن وی در انبار با نارنجک (ساخته کلارک)، به چادر حمله‌ور شد و با بیل صورت کلارک را زد. او به صراحت به مسیرو می‌گوید که کشتن او غیرضروری است زیرا هیچ‌کس به آنچه آنها انجام داده‌اند اهمیت نمی‌دهد. مسرو یک تلاش متزلزل برای شوخی می‌کند و اریکسون می‌رود.
سپس اریکسون در یک بار با یک روحانی ارتش ملاقات می‌کند و داستان آنچه در حین گشت رخ داده را برای او تعریف می‌کند. روحانی به نوبه خود آن را گزارش می‌کند، و تحقیق را آغاز می‌کند. چهار مردی که در تجاوز به عنف و قتل شرکت کرده‌اند به دادگاه محاربه می‌شوند: مسرو ۱۰ سال کار سخت و یک ترخیص بی آبرو می‌کند، کلارک به حبس ابد محکوم می‌شود، هچر ۱۵ سال کار سخت و داز ۸ سال سخت کار می‌کند.
در پایان فیلم، اریکسون از یک کابوس بیدار می‌شود و خود را در خط حمل و نقل J-Church در سان فرانسیسکو می‌بیند، فقط چند صندلی از یک دانشجوی ویتنامی-آمریکایی که شبیه دن (Than) بود فاصله داشت. او در پارک دولورس پیاده می‌شود و روسری خود را فراموش می‌کند و اریکسون برای پس دادن آن به دنبال او می‌دود.